# Кричевская-Росандич, Екатерина Васильевна
Кричевская-Росандич, Екатерина Васильевна (2 сентября 1926, Киев — 3 ноября 2021) — американская художница украинского происхождения.

## Биография
Родилась 2 сентября 1926 года в Киеве, в семье художников Василия Кричевского и Елены Евгеньевны Кричевской (урожд. Коломиец).
Училась в Киевской художественной школе. Летом 1943 года в оккупированном Киеве провела свою первую персональную выставку.
Осенью того же года вместе с родителями выехала во Львов, затем — в Прагу, где недолгое время училась в Художественно-промысловой школе.
Затем семья уехала в Германию, там художница училась в Гейдельбергском университете.
С 1949 жила и работала в США.
Умерла 3 ноября 2021 года.

## Работы
В работе отдавала предпочтение акварели, хотя рисовала также гуашью, работала в смешанной технике и пр.
Её кисти принадлежат пейзажи США, Франции, Италии, Швейцарии (картины «Руины замка», 1969; «Закат над заливом», 1979; «Саусалито», «Монмартр», обе — 1986). Большое внимание в творчестве уделяет своей родной земле — как, например, в жанровых полотнах «Мать» (1973), «Гуцульская Пасха» (1974), «Рождество в Карпатах» (1990); в пейзажах «Вид Киева» (1943), «Памятник архитектуры», «Путивль», «Монастырь» (все — 1980).
В 1993 году посетила Киев и Полтаву, передала свои многочисленные произведения в фонды художественных музеев Украины.

## Награды и звания
- Заслуженный деятель искусств Украины;
- Почётный профессор Национальной академии изобразительного искусства и архитектуры Украины.